# Quilate
No que se refere a pedras preciosas, como o diamante, um quilate representa uma massa igual a duzentos miligramas. A unidade de massa foi adotada em 1907 na Quarta Conferência Geral de Pesos e Medidas. O quilate pode ser subdividido ainda em 100 pontos de 2 mg cada.
Aplicado ao ouro, entretanto, o quilate é uma medida de pureza do metal, e não de massa. É a razão entre a massa de ouro presente e a massa total da peça, multiplicada por 24, sendo cada unidade de quilate equivalente a 4,1666 % em pontos percentuais de ouro do total.
A pureza do ouro é expressa pelo número de partes de ouro que compõem a barra, pepita ou joia. O ouro de um objeto com 16 partes de ouro e 8 de outro metal é de 16 quilates. O ouro puro tem 24 quilates.
Exemplos: ouro e quilates.
- Ouro 24 quilates = ouro puro — como é praticamente impossível o ouro ter uma pureza completa, o teor máximo é de 99,99% e assim chamado de ouro 9999. Impróprio para fabricação de joias por ser muito maleável.
- Ouro 22 quilates = 22/24 — 91,6% de ouro, também chamado de ouro 916.
- Ouro 20 quilates = 20/24 — 83,3% de ouro, também chamado de ouro 833.
- Ouro 19,2 quilates = 19,2/24 — 80,0% de ouro, também chamado de ouro 800 ou Ouro Português.
- Ouro 18 quilates = 18/24 — 75% de ouro, também chamado de ouro 750.
- Ouro 16 quilates = 16/24 — 66,6% de ouro, também chamado de ouro 666.
- Ouro 14 quilates = 14/24 — 58,3% de ouro, também chamado de ouro 583.
- Ouro 12 quilates = 12/24 — 50% de ouro, também chamado de ouro 500.
- Ouro 10 quilates = 10/24 — 41,6% de ouro, também chamado de ouro 416.
- Ouro 1 quilate = 1/24 — 4,1666% de ouro, também chamado de ouro 41.

Desta forma, o ouro 18 quilates tem 75% de ouro, e o restante são ligas metálicas adicionadas fundindo-se o ouro com esses metais num processo conhecido como quintagem, para garantir maior durabilidade e brilho à joia.
Os elementos dessas ligas geralmente adicionados ao ouro podem variar muito em função da cor, ou ponto de fusão desejados e em algumas joalherias, essa fórmula é mantida como segredo industrial. Os metais mais comuns utilizados nessas ligas são o cobre, a prata, o zinco, o níquel, o cádmio, resultando em um ouro com coloração amarela. Existe também o ouro branco, que é feito com ligas utilizando o paládio que tem efeito descoloridor, nesse caso o ouro branco no processo final de acabamento a joia é submetida a um banho de ródio. 